# MIPI Alliance
MIPI Alliance o sencillamente MIPI (Mobile Industry Processor Interface; Interfaz de Procesador de la Industria Móvil) es una  organización global, de afiliación  abierta que desarrolla las especificaciones de interfaz para el ecosistema móvil incluyendo las industrias de su  área de influencia. Fue fundada en 2003 por ARM, Intel, Nokia, Samsung, STMicroelectronics y Texas Instruments.
La MIPI Alliance incluye entre sus miembros, fabricantes de teléfonos móviles, fabricantes de equipos originales de dispositivos, proveedores de software, empresas de semiconductores, desarrolladores de procesos y de aplicaciones, proveedores de herramientas de prueba de IPs, y otras compañías fabricantes de equipos de prueba, de cámaras, y de tabletas, así como los fabricantes de portátiles.
Los estándares MIPI no tocan las interfaces vía radio ni las normas de telecomunicaciones inalámbricas, dado que las especificaciones MIPI se refieren únicamente a los requisitos de la interfaz entre el procesador de aplicaciones y los periféricos. Los productos conformes con las normas MIPI son aplicables a todas las tecnologías de red, incluyendo GSM, CDMA2000, WCDMA, PHS, TD-SCDMA, y otras.

## Misión y alcance
La misión de la MIPI Alliance es el desarrollo de la tecnología de las interfaces de bajo consumo de energía mediante el establecimiento, promoción y apoyo de los estándares de hardware y software de interfaces para el beneficio de las industrias móviles y su  área de influencia. La organización promueve y fomenta activamente la adopción de estas especificaciones en toda la cadena del sector.
El alcance de la MIPI Alliance es llegar a desarrollar el más completo conjunto de especificaciones de las interfaces para los productos móviles y su  área de influencia.
La organización cuenta con más de 250 miembros en todo el mundo, 12 grupos de trabajo activos y ha entregado más de 45 especificaciones dentro del ecosistema móvil en la última década. Las especificaciones MIPI proporcionan soluciones de interfaz para dispositivos móviles.  A medida que el ecosistema móvil tradicional se ha ampliado para incluir las tabletas y los ordenadores portátiles, las especificaciones de la MIPI Alliance se implementan más allá de los teléfonos móviles, incluyendo: tabletas, ordenadores, cámaras, electrónica industrial, máquina a máquina (IoT), realidad aumentada, el mundo de la automoción y el de las tecnologías médicas.

## Organizaciones asociadas
- JEDEC
- USB Implementers Forum
- PCI-SIG
- MEMS
- VESA